# Francisella
Francisella é um gênero de bactérias Gram-negativas patogênicas, cuja principal representante, Francisella tularensis causa Tularemia. Elas são pequenos organismos (0,2 x 0,2 mm) coco-bacilares imóveis, parasitas intracelulares facultativos de macrófagos, não forma esporas e são aeróbicas estritas. As colônias Francisella são semelhantes morfologicamente com as do gênero Brucella. O gênero foi nomeado em honra do bacteriologista americano Edward Francis em 1922.

## Características
Na natureza, que podem sobreviver semanas a temperaturas baixas em água, solo ou carcaças de animais. É cultivada melhor a 35-37 graus Celsius. Roedores, carrapatos e moscas são seus vetores.

## Classificação
Por seu RNA a Francisella pode ser dividida em duas principais subtipos genéticos:
- Grupo A: F. tularensis, F. novicida e F. hispaniensis persica,
- Grupo B: F. Philomiragia e F. noatunensis.

### Francisella tularensis
Francisella tularensis é uma bactéria altamente contagiosa que provoca tularemia ou "febre do coelho" (porque coelho é seu hospedeiro) e é transmitida por carrapatos para os humanos. A maioria das pesquisas atuais sobre ela é com o objetivo de desenvolver uma vacina para a tularemia.
Existem quatro subespécies conhecidas de Francisella tularensis. O tipo A é uma cepa mais virulenta encontrada na América do Norte) e a tipo B, pouco virulento, uma subespécie holarctica (também conhecida como palearctica) se encontra na Europa e Ásia central. As outras cepas foram pouco estudadas.
A bactéria foi usado no desenvolvimento de armas biológicas na segunda guerra mundial e na guerra fria e até hoje é considerada uma perigosa arma de bioterrorismo. É considerada de grande risco pelo governo dos Estados Unidos devido à sua alta virulência e facilidade de dispersão, e se a doença é deixada sem tratamento, a taxa de mortalidade chega a ser tão elevada como 30 a 60% dos casos.